# Bergische Brigade
Die Bergische Brigade wurde unter preußischer Herrschaft aus Rekruten des Herzogtums Berg gestellt. 
Februar 1814 bestand sie aus dem 1. und 2. Bergischen Infanterie-Regiment, einem Grenadier-Bataillon und einem Husaren-Regiment. Befehligt wurde sie von dem preußischen Generalleutnant Hünerbein. 
Als die Bergische Brigade nach Mainz marschierte, um die Stadt von Napoleon zu befreien, desertierten viele Rekruten. Grund war möglicherweise die schlechte Behandlung, möglicherweise auch der Umstand, dass in Mainz auf französischer Seite noch eine Kompanie bergischer Lanziers stand. Nachdem die französische Besatzung von Mainz am 30. April 1814 kapitulierte, bezog die Bergische Brigade in Düsseldorf Quartier. 
Am 25. März 1815 erfolgte eine Umbenennung auf Erlass von König Friedrich Wilhelm III. Das 1. Bergische Infanterie-Regiment wurde das Infanterie-Regiment 28, das 2. bildete zusammen mit dem Grenadier-Bataillon das Infanterie-Regiment 29. Das Bergische Husaren-Regiment wurde zum Westfälischen Husaren-Regiment Nr. 11.
Am 30. März 1815 zogen die Einheiten in den Sommerfeldzug von 1815, um den von Elba zurückgekehrten Napoleon aufzuhalten. Das 29. Infanterie-Regiment war Teil des I. Armeekorps unter General Jagow und nahm hierbei an der verlorenen Schlacht bei Ligny und dem entscheidenden Sieg in der Schlacht von Waterloo teil. Es folgte der Vormarsch nach Paris. Nach der Einnahme von Avesnes und Guise zog das Armeekorps an der Festung La Fère vorbei nach Compiègne, wo es am 26. Juni auf 20.000 – nach Napoleons Rücktritt – kriegsmüde Franzosen traf. Am 7. Juli 1815 zogen auch bergische Truppen in Paris ein und der Krieg war beendet.